# Helmuth von Moltke
|  | Per a altres significats, vegeu «Helmuth von Moltke el Jove». |

Helmuth Karl Bernhard Graf von Moltke (Parchim, Mecklemburg-Pomerània Occidental, 26 d'octubre del 1800 – Berlín, 24 d'abril del 1891) va ser un mariscal alemany. El seu geni militar va ajudar a convertir Prússia en l'Estat hegemònic de la unificació alemanya. Va estudiar a l'Acadèmia Militar de Copenhaguen.

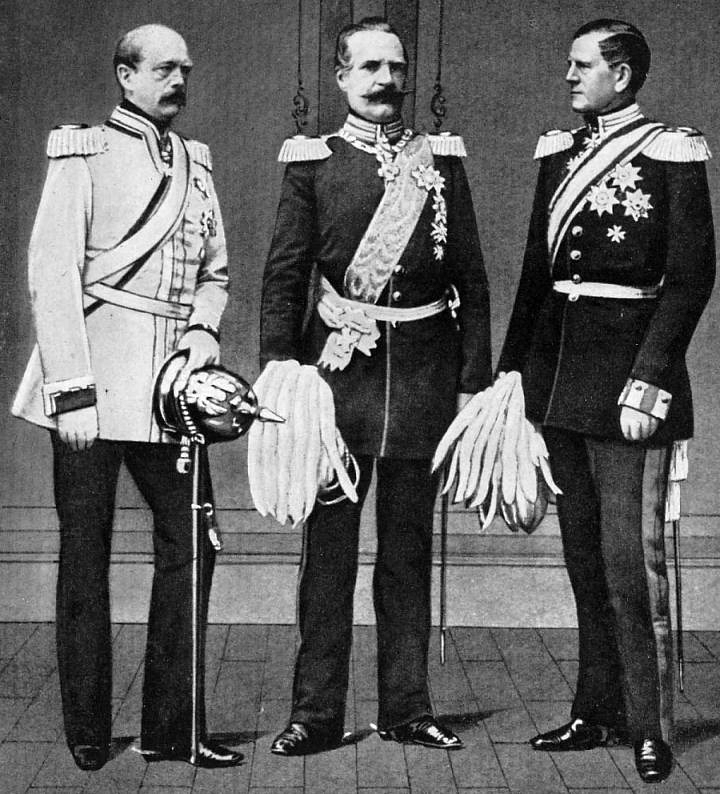
D'esquerra a dreta: Otto von Bismarck, Albrecht von Roon i Moltke

D'antuvi va pertànyer a l'exèrcit de Dinamarca, però l'any 1822 va passar a l'exèrcit prussià com a tinent. Va ser assignat a l'Estat Major prussià l'any 1832 i després va ser enviat a Turquia per modernitzar l'exèrcit otomà. Va tornar a Prússia l'any 1839 on va ser nomenat cap de l'Estat Major del IV Cos (1858). Va dirigir les operacions de la Guerra dels Ducats contra Dinamarca (1863), la Guerra de les Set Setmanes (contra Àustria en 1866) i la Guerra francoprussiana (1870) que va cloure el procés d'Unificació alemanya i significà el naixement de l'Imperi Alemany amb els diversos estats alemanys, tret d'Àustria.
Va rebre el títol de comte en 1870 i va ser ascendit a mariscal de camp en 1871. Va publicar diversos llibres sobre temes militars on va explicar les seves estratègies. Va morir a Berlín el 1891.